# Werner Arber
Werner Arber (Gränichen, 3 juni 1929) is een Zwitsers microbioloog en geneticus. Hij won in 1978 samen met Hamilton Smith en Daniel Nathans de Nobelprijs voor de Fysiologie of Geneeskunde voor hun ontdekking van restrictie-enzym. Hun ontdekking is later een belangrijk instrument geworden in de moleculaire biologie, met name bij de ontwikkeling van recombinant DNA-technologie.

## Biografie
Werner Arber studeerde van 1949 tot 1953 scheikunde en natuurkunde aan de Eidgenössische Technische Hochschule in Zürich. In 1953 werd hij een assistent in elektronmicroscopie aan de Universiteit van Genève. Tevens bestudeerde hij bacteriofagen. Hij schreef zijn proefschrift over defectieve lambda-profaag mutanten. Hij kreeg in 1958 zijn doctoraat van de Universiteit van Genève.
Arber ging zich vervolgens bezighouden met faaggenetica aan de University of Southern California (USC), samen met Joe Bertani. Eind 1959 accepteerde hij een aanbod om begin 1960 terug te komen naar Genève. Daarvoor bracht hij nog enkele weken door aan de laboratoria van Gunther Stent aan de Universiteit van Californië, Berkeley, Joshua Lederberg aan de Stanford-universiteit en Salvador Luria aan het Massachusetts Institute of Technology.
Terug aan de Universiteit van Genève werkte hij in het laboratorium van het natuurkunde-instituut. Hier deed hij productief onderzoek, en begeleidde een aantal afstudeerstudenten en postdoc-medewerkers. In 1965 werd hij gepromoveerd tot buitengewone professor voor moleculaire genetica. In 1971 vertrok hij naar de Universiteit van Bazel. Hier was hij de eerste persoon die mocht werken in het pasgebouwde Biozentrum.
Van 2011 tot 2017 was Arber president van de Pauselijke Academie voor de Wetenschappen. Hij was de eerste niet-katholiek die in die functie werd benoemd.
Arber is getrouwd en heeft twee dochters.

## Werk
Begin jaren zestig begon Arber met het onderzoek naar het in 1952/53 door Salvador Luria en Jean Weigle onafhankelijk van elkaar ontdekte verschijnsel dat een bacteriofaag (een op bacteriën parasiterend virus) die zich op een bepaalde stam van een gastheerbacterie vermenigvuldigd, daarin vrijwel niet slaagt op een andere stam van die bacterie. Dit verschijnsel werd restrictie van de faag door de gastheerbacterie genoemd.
Samen met de Amerikaanse microbiologen Smith en Nathans ontwikkelde hij de kennis van het restrictie-enzym, of restrictie-endenuclease, een enzym die in staat is om desoxyribonucleïnezuur (DNA) te splitsen. Hij deed deze ontdekking toen hij waarnam dat wanneer een virus een bacterie binnendringt hierbij een groot deel van het virale DNA wordt vernietigd door het op te delen in kleine fragmenten. Zijn waarneming werd later bevestigd door Smith en Nathans. Deze fragmenten DNA, die hun genetische informatie behouden, leidde tot de ontwikkeling van gentechnologie – technieken voor het delen, manipuleren en uiteindelijk veranderen van genetisch materiaal.